# Nycteroleteridae
De Nycteroleteridae zijn een familie van uitgestorven procolophonide parareptielen (uitgestorven vroege reptielen) uit het Midden- tot Laat-Perm van Rusland en Noord-Amerika. Wellicht is het een onnatuurlijke groep. Ze worden soms geclassificeerd als een zustergroep van pareiasauriden. De groep omvat traditioneel de geslachten Macroleter, Bashkyroleter, Bashkyroleter mesensis, Nycteroleter, Emeroleter en waarschijnlijk Rhipaeosaurus. Ze waren carnivoor en aten af en toe insecten. De groep kwam het meest voor in Europees Rusland, met slechts een paar fossielen in Noord-Amerika. Er is ook één fossiel gevonden in Afrika, maar dit is het enige uit Gondwana.

## Classificatie
Nycteroleteridae wordt soms beschouwd als een zustergroep van de Pareiasauridae, maar bayesiaanse gevolgtrekking suggereert dat het in feite parafyletisch was, met Rhipaeosaurus als basaal lid van de Pareiasauridae en andere leden van de Nycteroleteridae als outgroups. Dit wordt ondersteund door het uiterlijk van de schedel en tanden van Rhipaeosaurus - het had drieknobbelige tanden en meerdere hoorns op de schedel, die op een pareiasauriër lijken, maar kleiner en met een langere staart. Om deze reden wordt het vaak gezien als intermediair tussen meer basale nycteroleteriden en meer geavanceerde pareiasauriden zoals Scutosaurus.

## Functies
Zoals hierboven besproken, omvat Nycteroleteridae technisch gezien alle pareiasauriërs evenals de vijf gegeven geslachten. Binnen de vijf genoemde geslachten lijkt er een vloeiend verloop van vorm te zijn van Macroleter naar Rhipaeosaurus. Waar Macroleter geen hoorns heeft, heeft Emeroleter een paar kleine hoorns, en de hoorns van Rhipaeosaurus zijn vrij groot.
Er zijn echter enkele karakteristieke kenmerken van de Nycteroleteridae. Ze hebben een diep ingesneden otische inkeping, postpariëtale botten die de pijnappelklieropening binnendringen, regelmatige cirkelvormige putten in de schedel en een rij palatinale tanden van de interpterygoïdeus tot de rand van de choana.
Onderzoek van de middenoorbeenderen van de nycteroleteriden en vergelijking met levende Amniota toonde aan dat ze waarschijnlijk een efficiënt gehoor hadden waarin de gevoeligheid van de prikkelwaarneming wordt aangepast aan het geluidsniveau. Dit suggereert dat ze mogelijk 's nachts of in omgevingen met weinig licht actief zijn geweest. Men denkt dat ze carnivoor of insectenetend waren, maar Rhipaeosaurus kan een omnivoor zijn geweest.

## Classificatie
- Subfamilie Nycteroleterinae
  - Nycteroleter
  - Emeroleter
- Niet-toegewezen subfamilie
  - Bashkyroleter
    - Bashykroleter mesensis

  - Macroleter
  - Rhipaeosaurus